# 菊花台
菊花台，位于中国江苏省南京市市区西南雨花台区安德门外，是一座海拔不足一百米的小山丘。1947年起为太平洋战争中中国驻东南亚外交使节九烈士墓所在地。

## 历史
菊花台一带在六朝时称“新亭”，其南有“劳劳亭”，已经是重要的军事要塞和风景胜地。新亭对泣就发生于此。六朝时此地有旷野寺，唐朝开元中改名“禅居院”，五代十国吴大和二年（930年）改为崇果院，北宋改名崇因寺，为江南名刹。
清朝乾隆帝乾隆帝南巡至此时，恰逢菊花盛开，故将其命名为“菊花台”，同雨花台相对。

## 菊花台九烈士墓
1942年4月17日，日军占领菲律宾，并逼迫当时中华民国国民政府驻马尼拉总领事馆人员效忠汪精卫政府，并且要求他们在三个月内为占领军当局募集相当于居菲华侨1937年至1941年给重庆国民政府捐款1200万菲币的双倍款项，但是遭到了总领事馆人员的誓死抵制。其中，八名駐馬尼拉總領事館人員杨光泩、莫介恩、朱少屏、卢秉枢、萧东明、杨庆寿、姚竹修、王恭玮及駐英屬婆羅洲山打根總領事卓還來等九人被因为誓死不变节的决心而被日本侵略者杀害。
1947年9月3日，抗日战争胜利两周年之际，根据国民政府外交部的命令，九位烈士的遗骸被运回南京厚葬。安葬地点选择在原南京安德公园，也因此，公园改称为“南京市忠烈公园”。蒋介石为九位烈士题挽联“效忠成志”，于右任题挽联“报国填沧海，成仁重泰山”。
抗日外交九烈士
- 杨光泩
- 莫介恩
- 朱少屏
- 卢秉枢
- 萧东明
- 卓还来
- 杨庆寿
- 姚竹修
- 王恭瑋